# Anette Rückes
Anette Rückes (poročena Vater-Hülsdünker), nemška atletinja, * 19. december 1951, Bad Marienberg, Zahodna Nemčija.
Nastopila je na olimpijskih igrah leta 1972 ter osvojila bronasto medaljo v štafeti 4×400 m, v teku na 400 m se je uvrstila v četrtfinale. Na evropskih prvenstvih je osvojila srebrno medaljo v štafeti 4x400 m leta 1971, kot tudi na evropskih dvoranskih prvenstvih istega leta.